# Dzban (naczynie)

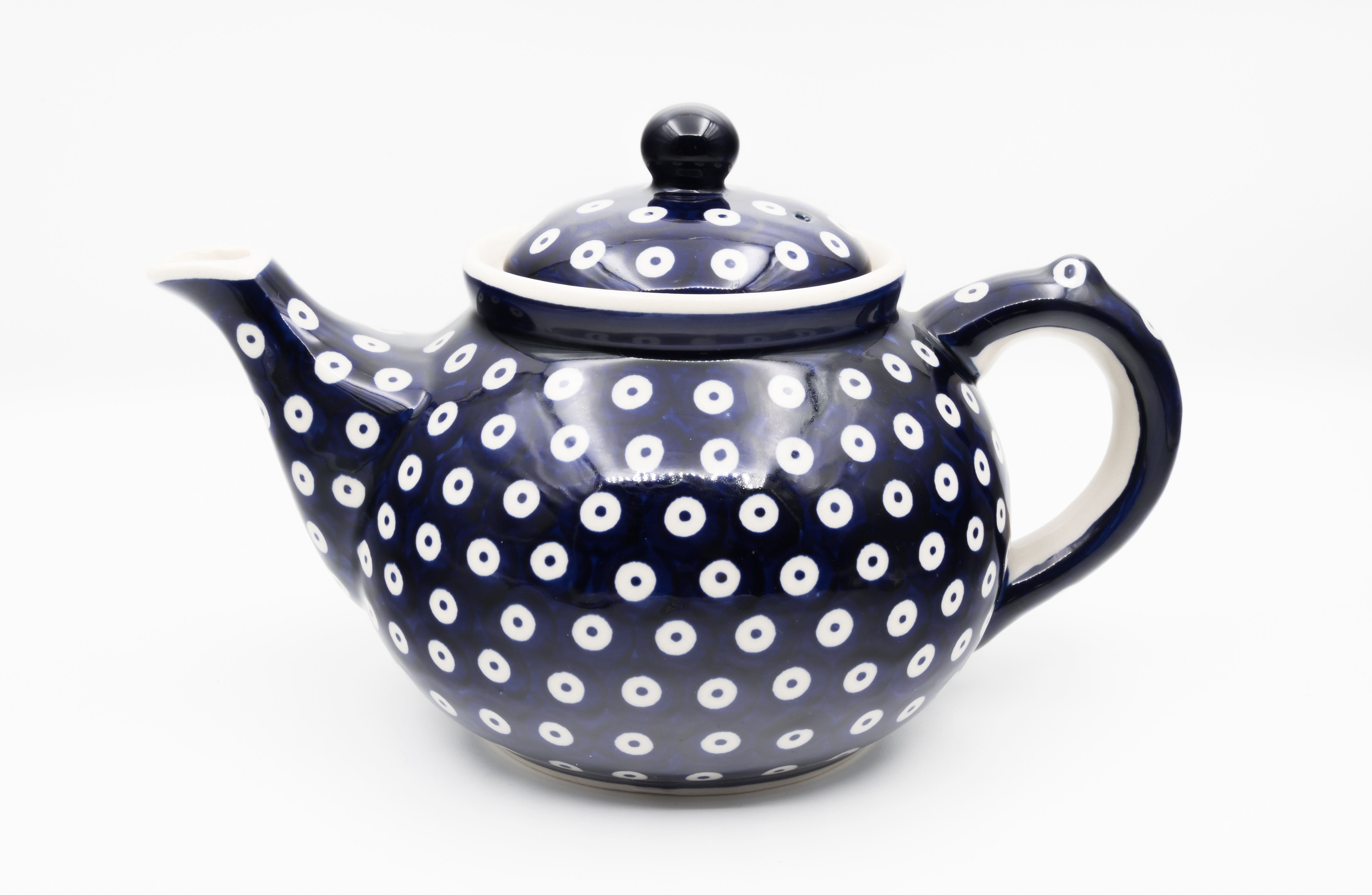
Dzbanek z ceramiki bolesławieckiej

Dzban, kruża – naczynie gospodarcze o szerokim zastosowaniu, zwykle służące do przenoszenia (przechowywania) płynów lub drobnoziarnistych materiałów sypkich.
Typowy dzban składa się z przysadzistego, pękatego brzuśca, szerokiego wylewu oraz pionowego uchwytu (imadła). Proste dzbany domowe nie mają stopki ani przykrycia; pokrywki występują w dzbanach służących do transportu (jak np. na obrazie Francisca Goi). Mniejsze dzbany (dzbanki, dzbanuszki-mleczniki) bywają częścią zastawy stołowej. Na ogół ceramiczne, mogą też być wykonane z innych materiałów – szkła albo metalu.

## Galeria

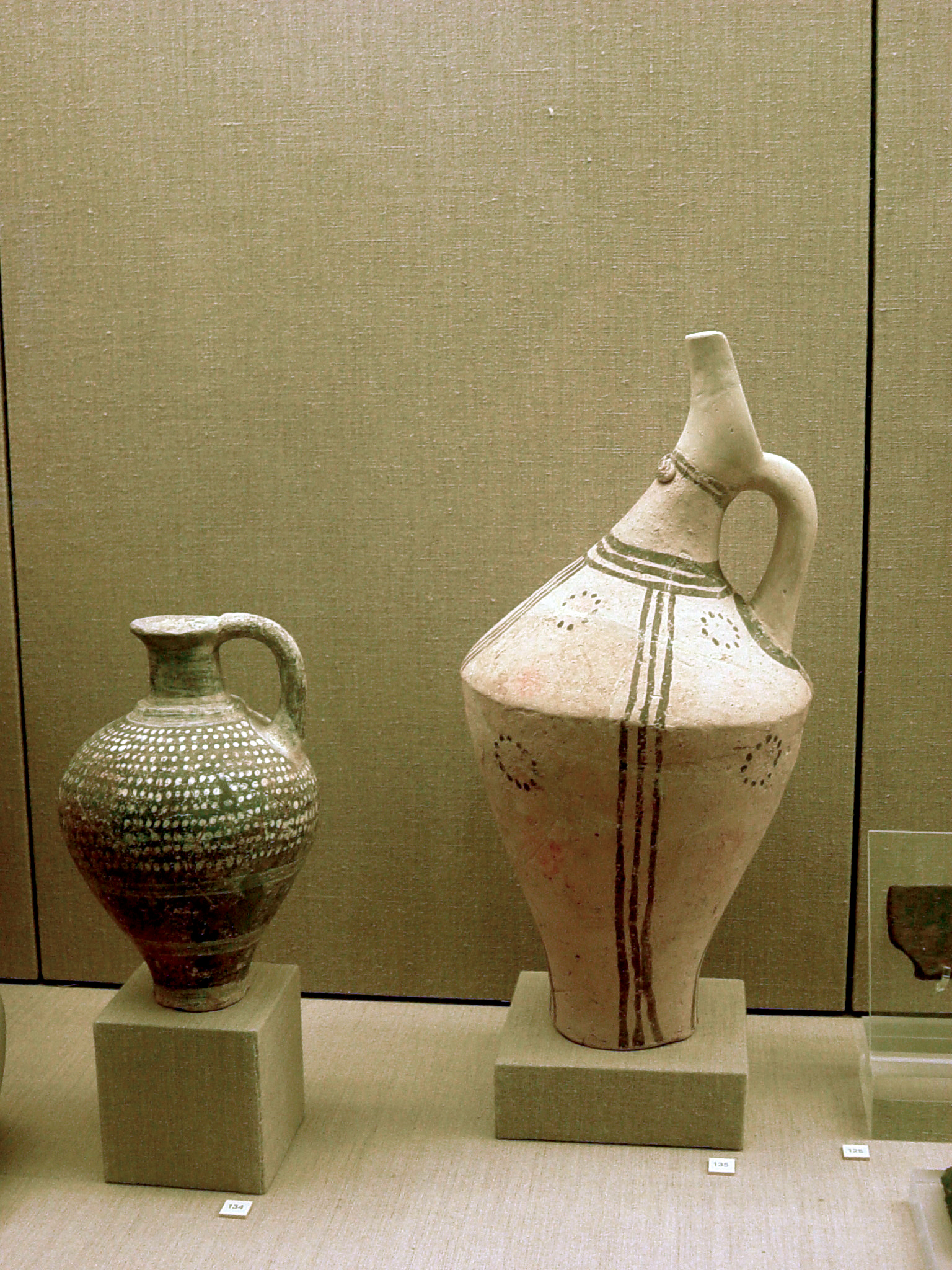
Dzbany cywilizacji minojskiej (ok. 2200 p.n.e.)
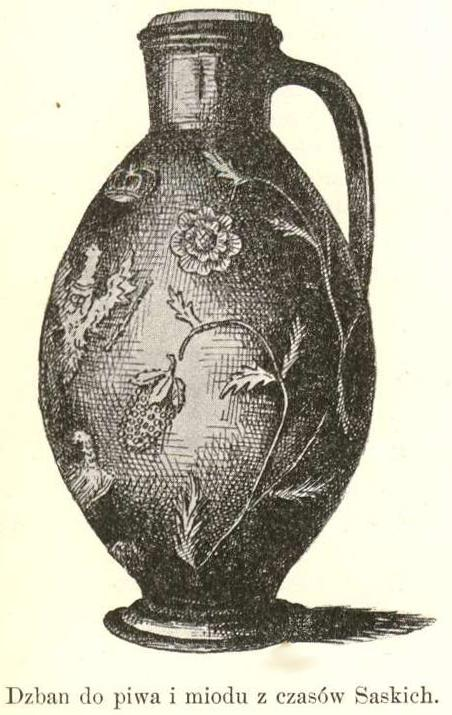
Zdobiony polski dzban XVIII-wieczny
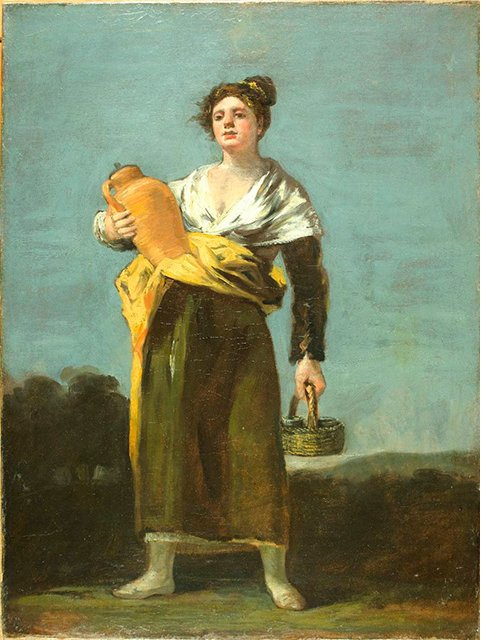
Dziewczyna z dzbanem (mal. F. Goya)
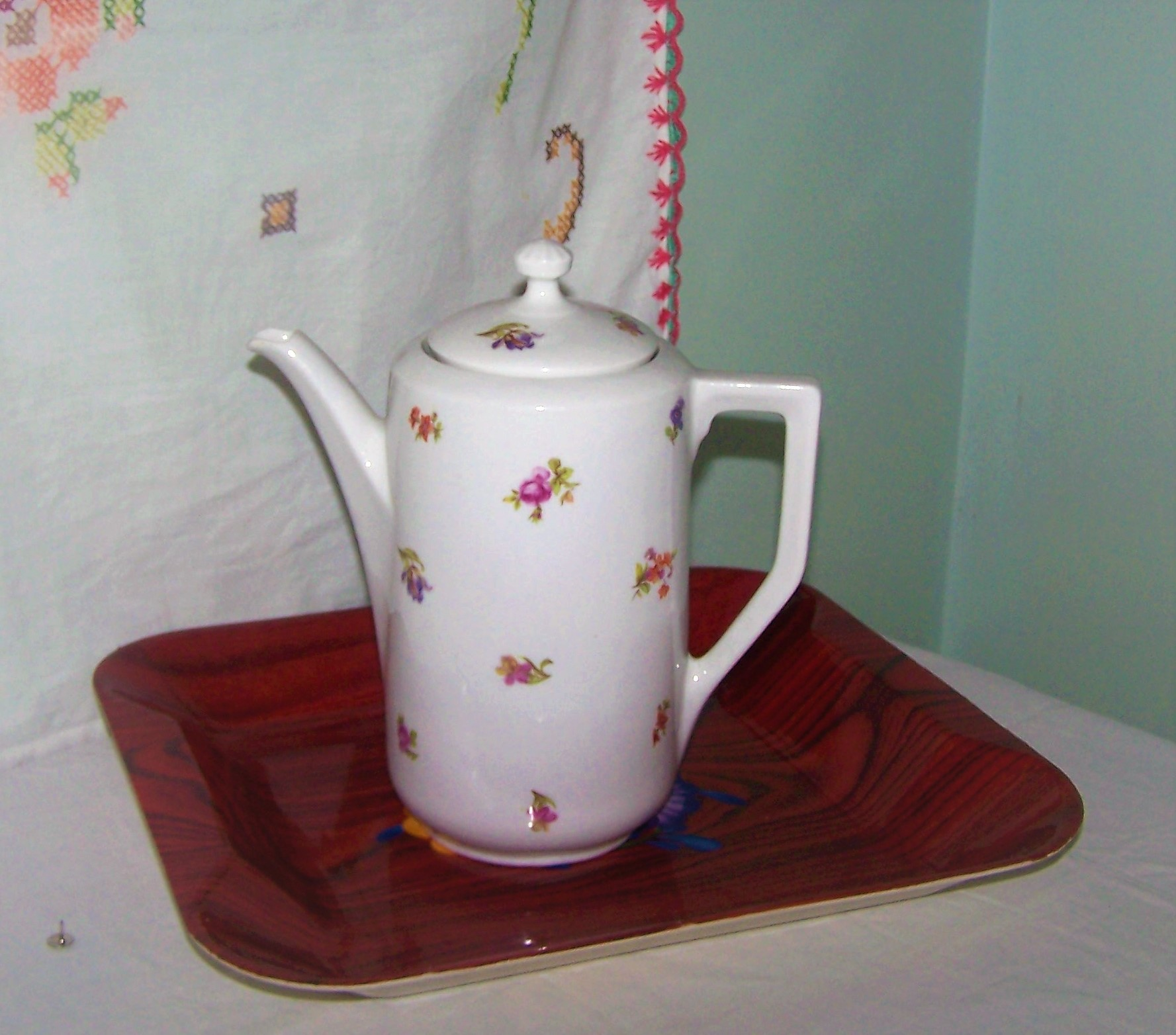
Współczesny dzbanek stołowy z porcelany